# Эффект Флинна
Эффе́кт Фли́нна — статистический феномен, выражающийся в постепенном повышении показателей коэффициента интеллекта (IQ) с течением лет как в отдельных странах, так и в целом по миру. Эффект назван в честь новозеландского психолога Джеймса Флинна, опубликовавшего в 1984 году статью «The mean IQ of Americans: Massive gains 1932 to 1978» в журнале «Psychological Bulletin». Эффект Флинна представляется парадоксальным — рост наблюдался в рамках десятилетий, поэтому затруднительно объяснить его факторами эволюционно-генетического толка как буквальное «поумнение» человеческого рода.
Тесты на коэффициент интеллекта изначально стандартизируются на основе большой тест-группы: сложность тестов и время их исполнения подбираются так, чтобы величина IQ = 100 была средним медианным значением: примерно половина тестируемых обладает IQ менее 100, другая половина — IQ более 100. Тесты периодически обновляются и стандартизируются на новых тест-группах, в которых медианное значение также приравнивается к 100.
Эффект Флинна заключается в следующем: с течением лет медианное значение возрастает, становясь выше 100. Новые тестируемые показывают на старых тестах все более высокие результаты. Это означает, что средний IQ новейшего времени, определенный по новым тестам, соответствует более высокому IQ прошлых лет. Таким образом, средний IQ людей непрерывно повышается, а сложность тестов непрерывно возрастает.
Флинн показал, что с 1934 по 1978 годы средний IQ жителей США увеличился на 15 пунктов — примерно на 3 пункта за каждое десятилетие. Аналогичные исследования в других странах показали схожие результаты, причем разнящиеся по странам. Так, Флинн описал повышение на 20 пунктов IQ голландских призывников с 1952 по 1982 год.
Проведенные после 2000 года исследования показали спад эффекта Флинна — рост IQ замедляется, прекращается или даже сменяется спадом. Так, проведенное в 2004 году исследование данных об IQ норвежских призывников показало, что после середины 1990-х годов рост остановился и сменился небольшим спадом; работы Тисдейла и Оуэна, проведенные в 2005 и повторно в 2008 годах, продемонстрировали, что результаты тестов на IQ датских призывников росли с 1959 по 1979 годы на 3 пункта в десятилетие, за десятилетие 1979—1989 годов выросли только на 2 пункта, за 1989—1998 годы — на 1,5 пункта и за 1998—2004 годы понизились на те же 1,5 пункта. Изменение IQ призывников может быть связано с изменением социальных слоев, из которых приходят люди, и не быть связанным с изменением IQ нации (народа, населения страны).
Несмотря на то, что эффект назван в честь Джеймса Флинна, чуть раньше его удалось задокументировать учёному-психологу Ричарду Линну, из-за чего некоторые учёные могут упоминать данный феномен как «Эффект Линна-Флинна».